# Truphone
Truphone是一家跨國移動網絡運營商，總部位於英國倫敦，此外在美國、西班牙和香港等多國和地區有辦公處。 該公司在2006年由詹姆斯·塔格（James Tagg）、亞歷山大·斯特勞布（Alexander Straub）和阿里斯泰爾·坎貝爾（Alistair Campbell）成立。

## 外部連結
- Truphone